# کمان (صورت فلکی)

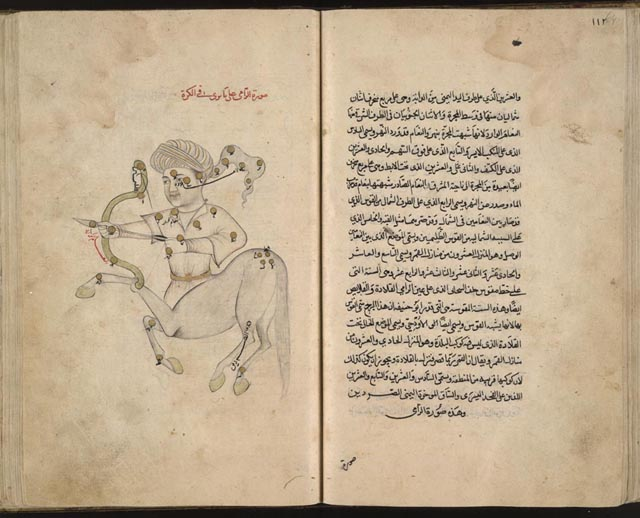
شکل کمانگیر از کتاب «ستاره‌های ثابت»، نوشته عبدالرحمان صوفی به سال ۹۶۴ میلادی

صورت فلکی کمان یا قوس (معادل لاتین:Sagittarius) (کمانگیر) با
مساحت: ۸۶۷ درجه مربع (پانزدهمین) در صورت‌های فلکی منطقةالبروج (زودیاک) قرار دارد. این صورت فلکی به شکل پیکان، یکی از ۴۸ صورت فلکی ذکر شده توسط اخترشناس سدهٔ دوم بطلمیوس نیز هست و امروز یکی از ۸۸ صورت فلکی در اخترشناسی مدرن ثبت است. در منابع یونانی و لاتین صورت فلکی کمان بیشتر به‌صورت یک سانتور که کمان را به عقب می‌کشد، نشان داده می‌شود.

## افسانه
کمان یا درست‌تر کمان‌دار موجودی نیمی انسان ٬نیمی بز یا حیوانی با بالاتنه انسان و پایین‌تنه اسب معرفی شده‌است.
مردان اسب پیکر sagittarius همگی موجوداتی ظالم و خوشگذران بودند ولی شیرون یک استثنا بود. او فنون جنگی از قبیل تیراندازی را به جوانانی که بعدها قهرمان می‌شدند می‌آموخت. روزی هرکول او را ناخواسته با تیری زهرآلود زد. او از موهبت فناناپذیری چشم پوشید و پس از مدتی زئوس به او اجازهٔ مرگ داد و او را به صورت یک صورت فلکی در آسمان قرار داد.

## ستاره‌ها
اپسیلون قوس به نام کمان جنوبی دارای طیف B9 IV و در فاصله ۸۵ سال نوری از ماست. این ستاره با قدر۱٫۹٬درخشانترین ستاره صورت فلکی قوس محسوب می‌گردد.
نزدیکترین ستاره صورت فلکی قوس به ما:رز ۱۵۴(۹٫۶۸ سال نوری)

## اجرام عمقی آسمان

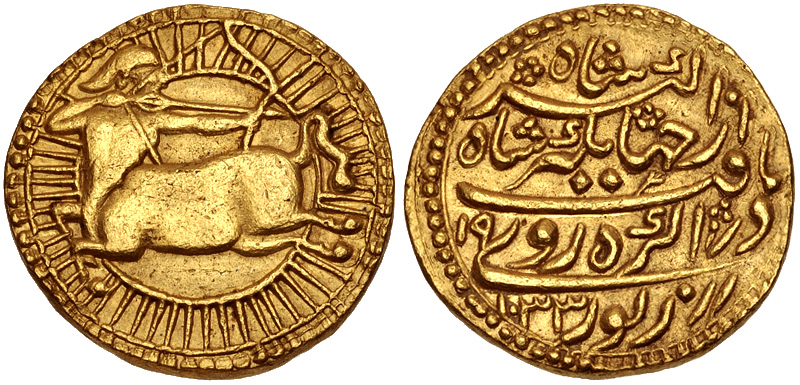
خورشید در برج کمان؛ سکه جهانگیرشاه

این صورت فلکی دارای ۱۵ جرم مسیه می‌باشد دلیلش هم این است که در راستای کهکشان راه شیری قرار دارد.
1. مسیه ۸
2. مسیه ۱۷
3. مسیه ۱۸
4. مسیه ۲۰
5. مسیه ۲۱
6. مسیه ۲۲
7. مسیه ۲۳
8. مسیه ۲۴
9. مسیه ۲۵
10. مسیه ۲۸
11. مسیه ۵۴
12. مسیه ۵۵
13. مسیه ۶۹
14. مسیه ۷۰
15. مسیه ۷۵

## صور فلکی همسایه
1. دلو
2. سپر
3. کژدم
4. تاج جنوبی
5. بزغاله